# Cray XC30
XC30 —  масово-паралельна мультипроцессорна суперкомп'ютерна платформа, створена компанією Cray і анонсована 8 листопада 2012 року. Під час розробки була відома як проект Cascade. Це перший представник суперкомп'ютерів Cray, заснований на процесорах Intel Xeon і третій, заснований на гібридних технологіях, де для обчислень поряд з центральними процесорами використовуються  графічні процесори Nvidia Tesla або обчислювальні співпроцесори Xeon Phi.
Платформа XC30 використовується в суперкомп'ютерах Уряду США і Швейцарського національного суперкомп'ютерного центру, що займають відповідно 10 і 6 місце на червень 2014 року у всесвітньому рейтингу суперкомп'ютерів Top500.

## Опис
У кожну стійку Cray XC30 входить до 384 процесорів Intel Xeon E5-2600, або, з жовтня 2013 року, Intel Xeon E5-2600 V2
Конструктивно стійка містить в собі три блейд-шасі, по 16 лез в кожному. У свою чергу, кожне лезо містить чотири двопроцесорних обчислювальних Ноди. На ноду може встановлюватися від 32 до 128 ГБ пам'яті з пропускною спроможністю до 117 ГБ / с. Охолодження водяне.
Для зв'язку між вузлами застосовується розроблена Cray шина інтерконекту Aries. Кожен порт підтримує смугу пропускання 12 Гбіт / с при оптичному з'єднанні між групами і 14 Гбіт / с при електричному з'єднанні всередині груп. Шина дозволяє кожному процесору мати прямий доступ до пам'яті інших процесорів, забезпечує до 120 млн операцій введення / виводу в секунду, при цьому має низьку затримкою, менше 1 мікросекунди. Так само існує модифікація платформи XC30-AC. Позиціонується як більш дешева і доступна версія базової системи. Містить до 128 процесорів на стійку, масштабування обмежено 8 стійками. Пікова продуктивність однієї стійки — 33 TFLOPS. Охолодження повітряне. Крім центральних процесорів, платформа дозволяє використовувати для обчислень співпроцесор и Intel Xeon Phi і графічні акселератори
Суперкомп'ютери XC30 працюють під управлінням операційної середовища Cray Linux Environment, до складу якої входить ОС SUSE Linux Enterprise Server.

## Використання
Платформа получила широке розповсюдження в світі. Зокрема, застосовується в дослідницькому центрі імені Пози при Державному об'єднанні наукових і прикладних досліджень Австралії, науковому суперкомп'ютерному центрі (CSC) Міністерства освіти, науки і культури Фінляндії, дослідному обчислювальному центрі, академічному обчислювальному центрі (ACCMS) університету Кіото в Японії, медичному комплексі Hong Kong Sanatorium & Hospital (HKSH) в Китаї, Університеті передових наук і технологій (JAIST) в Японії, Німецькій національній метеорологічній службі (DWD), Національній астрономічній обсерваторії Японії (NAOJ), інституті Цузе і Ганноверському університеті імені Ґотфріда Вільгельма Ляйбніца, що входять до Північнонімецького суперкомп'ютерного альянсу (HLRN).

## Характеристики системи
| Характеристика | Значення                  |
| -------------- | ------------------------- |
| Виробник       | Cray Inc.                 |
| Ядра           | 145,920                   |
| Пам'ять        | 583,680 GB                |
| Процесор       | Xeon E5-2698v3 16C 2.3GHz |
| Потужність     | 1,800.00 kW               |